# إزرائيل هوتون
إزرائيل هوتون (بالإنجليزية: Israel Houghton)‏ هو مغن مؤلف ومغني أمريكي، ولد في 19 مايو 1971 في أوسيانسيدي في الولايات المتحدة.

## وصلات خارجية
- الموقع الرسمي
- إزرائيل هوتون على موقع IMDb (الإنجليزية)
- إزرائيل هوتون على موقع ميوزك برينز (الإنجليزية)
- إزرائيل هوتون على موقع أول ميوزيك (الإنجليزية)
- إزرائيل هوتون على موقع أول ميوزيك (الإنجليزية)
- إزرائيل هوتون على موقع ديسكوغز (الإنجليزية)